# 미네르바 (건담 시리즈)
미네르바(영어: Minerva, 일본어: ミネルバ)는 TV 애니메이션 《기동전사 건담 SEED DESTINY》에 등장하는 가공의 우주전함이다.

## 개요
C.E. 73년에 플랜트 최고평의회 의장 길버트 듀랜달의 주도 하에 개발된 세컨드 스테이지 시리즈 모빌 슈트(MS)의 운용함으로 건조되었으며, 유니우스 조약 체결후 처음으로 건조되는 자프트의 신예함이다.

## 특징
과거에 개발된 자프트의 전함과는 크게 다른 구조로 되어 있으며, 무장으로는 양전자포와 빔 포, 다수의 미사일 발사구와 CIWS를 탑재하고 있다. 단독으로 대기권을 돌입할 수 있는 능력과 거대한 가변 날개, 바닥에 탑재된 거대한 추력 장치에 의한 대기권 내 비행과 수직 이착륙이 가능한 능력 등 제2차 야킨 두에 공방전에서 살아남은 지구연합군의 강습 기동특장함 아크엔젤급을 참고해서 만들어졌다. 한편 기동성은 나스카급이나 이터널 등 자프트가 개발한 고속 우주전함의 계보를 이어받고 있으며, 작품 내에서 함장인 탈리아 그라디스로부터 발이 빠르다는 평가를 받고 있다.
이 밖에도 제2차 야킨 두에 공방전 후에 개발된 세컨드 스테이지 시리즈에 공통적으로 채택된 듀트리온 빔 송전 시스템 발신기와 임펄스 건담 전용 캐터펄트, CIC와 일체화된 가변 승강식 전투 브릿지를 채택하는 등, 역대 자프트 전함에서는 볼 수 없었던 새로운 시스템을 다수 채택한 시험함으로서의 의미도 가지고 있다.

## 무장
양전자 파쇄포 QZX-1 "탄호이저"
함수 중앙에 격납되어 있는 양전자포로, 미네르바에 탑재되어 있는 가장 강력한 무장이다. 발포시에는 해치가 열리면서 포신이 앞으로 밀려나온다.
스치기만 했는데도 "가티 루"를 일부 파괴시키는 위력을 보였다.
2연장 고 에너지 수속화선포 XM47 "트리스탄"
함미 양현에 각 1기씩 격납되어 있는 2연장 빔 포이다. 우현이 1번포이고, 좌현이 2번포이다. 아크엔젤과 마찬가지로 병렬식으로 장비되어 있기 때문에 편현 집중 운용이 불가능하다.
42cm 화약식 3연장포 M10 "이졸데"
함수 중앙에 격납되어 있는 부포이다. 사용시에는 3연장 포탑이 밀려 올라가, 포신이 길어진다. 통상탄 외에 재밍탄의 발사도 가능하다.
40mm CIWS
함체 곳곳에 배치되어 있는 근접 방어 기관포이다. 적기 및 미사일 요격에 위력을 발휘한다.
미사일 발사관
함의 양현에 다수 설치되어 있는 4연장 미사일 발사관이다. 용도별로 여러 종류의 미사일을 선택해 발사할 수 있다.
- 우주용 미사일 "나이트하르트"
- 지상용 미사일 "파르지팔"
- 요격용 미사일 "디스펄"

어뢰발사관
어뢰 "볼브람 M25"를 장전해 사출한다. 수상 함정으로도 운용할 수 있는 미네르바 특유의 무장이다.

## 함재기
- ZGMF-X56S 임펄스 건담
- ZGMF-1000 자쿠 워리어[1]
- ZGMF-1000 자쿠 워리어 (루나마리아 호크 전용기)
- ZGMF-1001 자쿠 팬텀 (레이 자 바렐 전용기)
- ZGMF-601R 게이츠 R×2

- ZGMF-X23S 세이버 건담
- ZGMF-X2000 구프 이그나이티드 (하이네 베스텐플루스 전용기)
- ZGMF-X42S 데스티니 건담
- ZGMF-X666S 레전드 건담

## 작품 내에서의 활약
아머리 원에서 진수식을 앞두고 정박하던 중 카오스 건담, 어비스 건담, 가이아 건담 등 세컨드 스테이지 시리즈 모빌 슈트(MS)들을 팬텀 페인에 의해 강탈당하자 급히 추격 임무에 들어간다.
유니우스 세븐 낙하 테러 사건에서 유니우스 세븐의 지구로의 낙하 저지에 투입되어, 유니우스 세븐의 파편들을 탄호이저로 파괴해 가면서 지구로 내려간다. 지구연합과 플랜트 간의 관계가 경색되어가는 가운데, 카펜테리아 기지에서 세이버 건담을, 디오키아에선 구프 이그나이티드(하이네 베스텐플루스 전용기)를, 지브롤터 기지에서는 데스티니 건담과 레전드 건담을 수령하며, 각지에서 벌어지는 전투에 참전한다.
오브 침공전 후에 달의 알자헬 기지에서 레퀴엠을 발동시킨 로드 지브릴을 제거하기 위해 카펜테리아 기지에서 다시 우주로 올라간다.
메사이어 공방전에서 레퀴엠의 1차 중계 스테이션을 둘러싼 전투에서 아크엔젤을 몰아붙이며, 탄호이저의 일격을 아크엔젤에게 가했으나 무우 라 프라가가 탑승한 아카츠키에 의해 공격이 무산되고, 아카츠키의 역습으로 탄호이저 본체가 파괴돼 막대한 피해를 입는다.
최종 결전시에 달 상공에서 아크엔젤과 정면으로 교전하지만, 아크엔젤이 일순간의 틈을 타 배럴 롤을 감행해 배면 비행으로 상공을 점유한다. 미네르바는 바로 위쪽에 대한 공격 수단이 없었기 때문에, 아크엔젤의 바리언트 레일 건의 직격을 받아 주포와 모빌 슈트 캐터펄트가 파괴되었으며, 인피니트 저스티스 건담의 파툼-01의 공격으로 메인 스러스터가 대파되어 달 표면에 불시착한다. 이후, 함장인 탈리아 그라디스는 부함장인 아서 트라인에게 승무원들을 맡긴 후 퇴함하였고, 종전 후에 미네르바의 처리(수리, 퇴역, 제적 등)에 대해서는 알려진 바가 없다.

## 명칭의 유래
함명인 "미네르바"는 로마 신화에 등장하는 여신 미네르바로부터 유래하였다. 이 밖에도 각종 무장들의 명칭은 독일의 음악가 리하르트 바그너의 음악극의 제목으로 명명되었다.

## 같이 보기
- 건담 시리즈의 병기 목록
- 기동전사 건담 SEED DESTINY
- 임펄스 건담
- 데스티니 건담
- 아크엔젤 (건담 시리즈)